# Браян Хоррокс
Браян Гвен Хоррокс (англ. Brian Gwynne Horrocks; 7 вересня 1895, Ранікхет — 4 січня 1985, Фішборн, Західний Сассекс) — британський воєначальник, генерал-лейтенант британської армії, учасник Першої та Другої світових воєн, а також іноземної інтервенції в Росію та придушення Ірландського повстання за незалежність. Брав участь у змаганнях з сучасного п'ятиборства на Літних Олімпійських іграх 1924 року в Парижі.

## Біографія
Військова кар'єра
- 8 серпня 1914 — другий лейтенант
- 18 грудня 1914 — лейтенант
- 1 січня 1917 — капітан
- 25 листопада 1936 — майор
- 7 грудня 1939 — підполковник
- 28 травня 1941 — полковник
- 17 грудня 1940 — бригадир (тимчасове)
- 13 серпня 1943 — майор-генерал
- 3 серпня 1944 — лейтенант-генерал

Браян Гвен Хоррокс народився 7 вересня 1895 року в індійському місті Ранікхет, де проходив службу його батько полковник сер Вільям Хоррокс, доктор Королівського медичного армійського корпусу. У жовтні 1912 року поступив на навчання до Королівського військового коледжу у Сандгерсті. За власним визнанням Хоррокса, час у Сандгерсті, був не дуже визначним для нього — він байдуже ставився до свого навчання і ледве закінчив повний курс підготовки. Неперспективний офіцер, він можливо взагалі б не отримав призначення на посаду, якщо б не початок Першої світової війни в серпні 1914 року.

### Перша світова та полон
8 серпня 1914 року Хоррокс отримав звання другого лейтенанта і призначення на посаду командира взводу до Міддлсекського полку, лінійного піхотного полку британської армії. У складі 1-го батальйону свого полку 19-ї окремої бригади Британських експедиційних сил він прибув до Франції та отримав бойове хрещення під час британського відступу в битві при Монсі. Хоррокс недовгий час бився на Західному фронті, оскільки 21 жовтня в битві при Армантьєрі на французько-бельгійському кордоні його взвод був оточений, і Хоррокс, захищаючи містечко Меній від атак кайзерівської армії, отримав кульове поранення в нижню частину живота і верхню частину стегна, і потрапив у полон. «Війна для мене закінчилася, і моя активна військова кар'єра припинилася на чотири роки», писав він у своїх мемуарах.
Ув'язнений у військовому госпіталі, Браян був неодноразово допитаний німецькими дізнавачами, які вважали, що британці всупереч Гаазькій конвенції 1899 року застосовують експансивні кулі. Після одужання його перевели до табору військовополонених. 18 грудня 1914 року його підвищили до лейтенанта, незважаючи на те, що він перебував у полоні. Хоррокс неодноразово намагався втекти з німецького полону, одного разу він знаходився на відстані 500 ярдів (460 м) від голландського кордону, перш ніж його захопили німці. Врешті-решт його помістили в табір російських військовополонених, до офіцерів російської імператорської армії, в надії, що мовний бар'єр перешкодить його спробам втечі; Хоррокс використовував час для вивчення російської мови.

### Росія
У 1919 році Браян Хоррокс був відряджений до Росії, де палала Громадянська війна, і діяв у складі інтервенційних сил Антанти на території колишньої Російської імперії. 19 квітня він висадився у Владивостокі і разом з групою британських офіцерів приєднався до Білої армії адмірала Колчака. Першим завданням Хоррокса, разом з 13 британськими офіцерами та 30 солдатами, була охорона поїзда, що доставляв 27 вагонів снарядів Білій армії в Омськ, що на відстані 4800 км Транссибірською залізницею. Подорож зайняла більше місяця, і, будучи єдиним представником охорони, що вільно володіє російською мовою, Хоррокс мусив постійно долати багато труднощів, з якими стикався.
У подальшому якісь час служив у Єкатеринбурзі на Уралі, де він був заступником начальника школи підготовки унтерофіцерів при англо-російській бригаді.
Незважаючи на те, що незабаром після цього британські війська отримали наказ свого уряду повернутися додому, Хоррокс та ще один офіцер, Джордж Хейс залишились інструкторами при 1-й Сибірській армії. Під ударами Червоної армії більшовиків Біла армія відступала, і Хоррокс разом з ними відступав назад до Владивостока, звідкіля розпочався його похід по Росії. 7 січня 1920 року він був захоплений Червоною армією в місті Красноярськ і провів 10 місяців у полоні, ледве переживши важку форму тифу. Британський уряд домовився про звільнення в'язнів, і 29 жовтня Хоррокс залишив Росію, повернувшись на крейсері Королівського флоту «Делі» додому.

### Ірландія, Інтербеллум
По прибуттю до Англії Хорокс знову повернувся до свого полку, який базувався в Німеччині разом з британською Рейнською армією з окупаційними функціями. Згодом полк перекинули до Ірландії, де розпочиналася англо-ірландська війна. Серед його обов'язків було пошук зброї та боротьба із засідками та блокуванням доріг повстанцями, він назвав «найбільш неприємною формою ведення війни». Нетривалий час він був у відрядженні в Сілезії, де європейські країни намагалися зняти напруженість між польським та німецьким населенням.
Після завершення службових відряджень, Хоррокс зайнявся сучасним п'ятиборством. Він успішно пройшов змагання на армійських турнірах і був обраний до британської олімпійської збірної на Олімпійських іграх 1924 в Парижі, де він фінішував 19-м із 38 спортсменів.
Решту міжвоєнних років Хоррокс провів на різних посадах: ад'ютантом 9-го батальйону Міддлсекського полку Територіальної армії (1926—1930); слухачем штабного коледжу в Камберлі (1931—1932); штабним офіцером у Воєнному офісі (1934—1936); начальником штабу 5-ї піхотної бригади (1936—1938) та викладачем Штабного коледжу.

Командир 9-ї бронетанкової дивізії Браян Хоррокс у штабному танку «Ковенантор» на навчаннях. 18 липня 1942

У 1928 році Хоррокс одружився з Ненсі Кітчин, дочкою архітектора Ради місцевого самоврядування. У них народилася одна дитина, дочка на ім'я Джилліан, яка потонула в 1979 році, купаючись у річці Темза.

### Перші роки Другої світової
На початку Другої світової війни Хоррокс перебував викладачем у Штабному коледжі в Камберлі. У травні 1940 року він був відправлений до Франції командиром 2-го кулеметного батальйону Міддлсекського полку, безпосередньо підпорядкованого штабу 3-ї дивізії майор-генерала Бернарда Монтгомері. Вів бої під час відступу Британського експедиційного корпусу до Дюнкерка, і лише за 17 днів справив настільки позитивне враження на своє начальство, як талановитий офіцер, що отримав тимчасове звання бригадира й очолив 11-ту піхотну бригаду. Попередній командир бригади Кеннет Андерсон став командиром 3-ї дивізії під час евакуації, тоді як лейтенант-генерал Алан Брук, командир II корпусу був відкликаний до Британії, і корпус очолив Монтгомері. По завершенню евакуації з Дюнкерського плацдарму на Британські острови Хоррокс очолив 9-ту бригаду, а 25 червня 1941 року став командиром 44-ї піхотної дивізії.

### Північна Африка
У березні 1942 року Хоррокс став командиром новоствореної 9-ї бронетанкової дивізії і 27 червня отримав тимчасове звання майор-генерала. Незабаром його відправили до Єгипту командувати ХІІІ корпусом 8-ї армії генерала Монтгомері. Після прибуття до Північної Африки корпусу Хоррокса було наказано захищати хребет Алам-ель-Халфа на північному заході Єгипту від очікуваного нападу «Африканського корпусу» генерала Роммеля. Коли німці атакували 30 серпня, вони не змогли заманити британські танки на свої 88-мм гармати — тактику, яку раніше вони використовували з великим успіхом — їх виявили й розтрощили як артилерія, так і Повітряні сили пустелі. Бій закінчився тим, що німці ціною великих втрат опанували пагорб Хімейхат, і союзники, після невдалої атаки 2-ї новозеландської дивізії, не бажали спробувати взяти його знову.

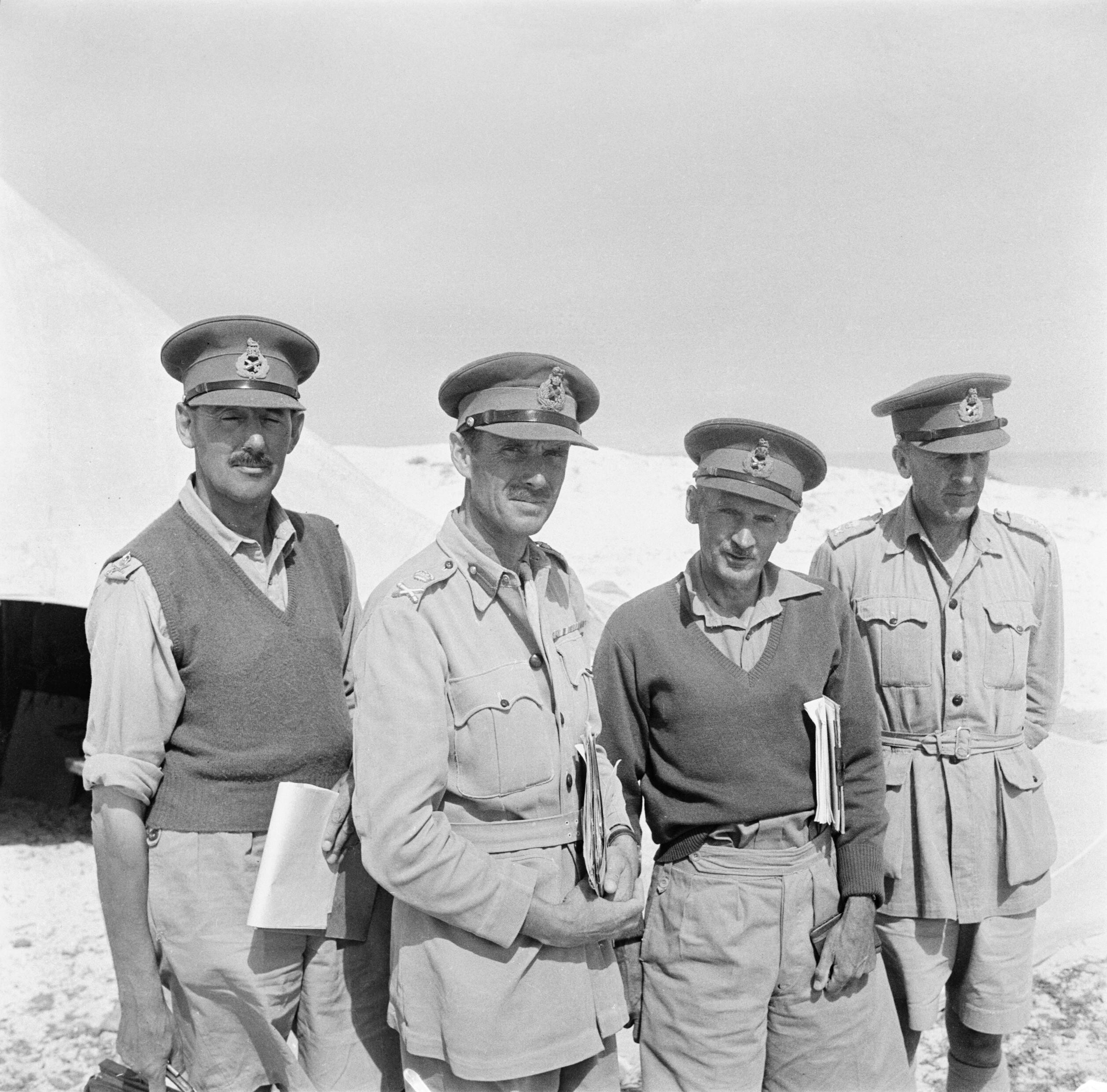
Британські генерали в Північно-Африканській кампанії. Командувач 8-ї армії генерал Монтгомері з трьома командирами корпусів (зліва направо): лейтенант-генерал Олівер Ліз (XXX корпус), лейтенант-генерал Герберт Ламсден (X корпус), Монтгомері, лейтенант-генерал Браян Хоррокс (ХІІІ корпус)

У другій битві під Ель-Аламейном XIII корпус Хоррокса виконував другорядні завдання, обмежуючись лише рейдовими діями. Після славетної британської перемоги у битві XIII корпус перейшов до резерву, доки головні сили 8-ї армії переслідували відступаючі сили Осі. У грудні він передав командування XIII корпусом лейтенант-генералу Майлзу Демпсі і прийняв командування X корпусом, провідним корпусом у наступі 8-ї армії, після відсторонення Ламсдена за його нерішуче керівництво військами в ході переслідування Роммеля.
Після падіння Триполі в січні 1943 року, сили Осі, що залишилися, відступили на оборонні позиції в Південному Тунісі й закріпилися на лінії Марета, що була побудована Францією ще до війни. Тут у березні Хоррокс провів одну з найбільш успішних своїх операцій. Його корпусу, до складу якого входили 1-ша бронетанкова дивізія, бригада «Вільної Франції» та доданий новозеландський корпус (до складу якого входили 2-га новозеландська дивізія та британська 8-ма бронетанкова бригада), було наказано атакувати в рамках операції «Суперчардж II» після того, як XXX корпусу не вдалося прорвати лінію оборони противника. Втім Хоррокс не став наступати в лоб на добре укріплену фортифікаційну лінію італійсько-німецької армії, а здійснив глибокий обхідний маневр, провівши війська через перевал, який, за оцінкою німців, був непрохідним, зробивши в такий спосіб оборону італійсько-німецьких військ на рубежі Марета даремною і змусивши війська противника відступати. Три італійські дивізії були знищені, а німецька 15-та та 21-ша танкові дивізії та 164-та легка африканська дивізія зазнали великих втрат.
Потім Хоррокса перевели до 1-ї армії, де він очолив IX корпус після того, як його попередній командувач лейтенант-генерал Джон Крокер був поранений на навчаннях. Він очолював цей корпус в останньому наступі союзників у Тунісі протягом квітня та травня 1943 р., захопив Туніс та прийняв капітуляцію залишків групи армій «Африка».
У червні 1943 року, після повернення до командування X корпусом, Хоррокс отримав серйозні поранення під час повітряного нальоту на Бізерту, коли він спостерігав за навчанням 46-ї піхотної дивізії в контексті підготовки до морської десантної операції «Аваланч», висадки десанту в Салерно. Кулі німецького винищувача, який атакував групу британських офіцерів, влучили в його верхню частину грудної клітки і пройшли крізь все тіло, пробивши легені, шлунок та кишечник. Хоррокс переніс п'ять операцій і витратив чотирнадцять місяців на одужання. На посаді командира X корпусу його замінив лейтенант-генерал сер Річард Маккрірі.

### Західний фронт
Більше року Хоррокс відновлювався після важкого поранення перші ніж у серпні 1944 року повернутися до строю. Він був відправлений до Франції, щоб взяти на себе командування XXX корпусом, чий командир, лейтенант-генерал Джерард Бакнейл, не надто рішуче зарекомендував себе у битві за Фалезький мішок, де в оточенні опинилися німецькі 7-ма та 5-та танкова армії. Під час просування через Бельгію, війська Хоррокса звільнили Брюссель і в один стрімкий прорив просунулися на 400 км лише за шість днів.

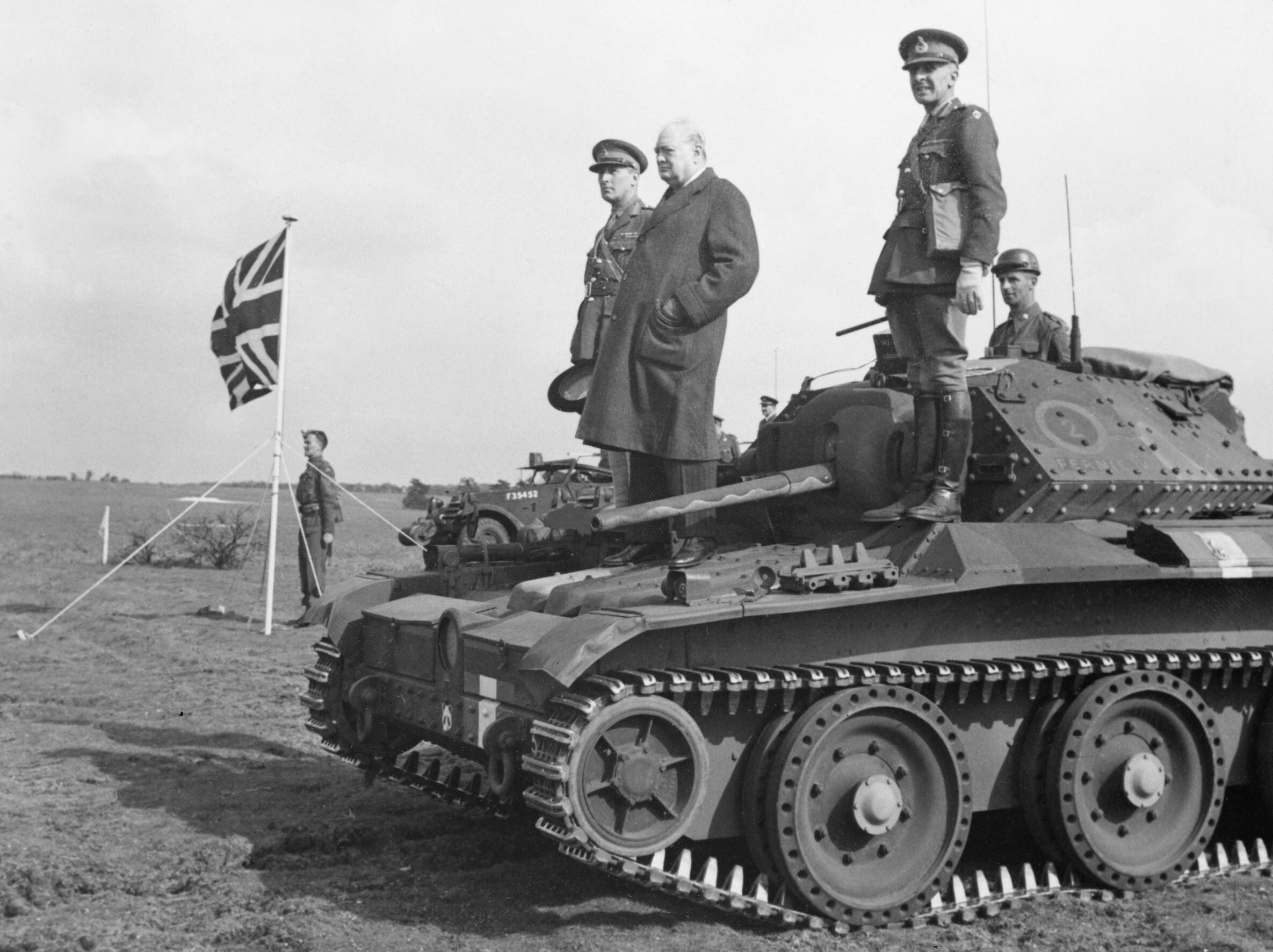
Лейтенант-генерал Кеннет Андерсон стоїть праворуч від Вінстона Черчилля на танку «Ковенантор» (ліворуч майор-генерал Браян Хоррокс) під час інспекції 9-ї бронетанкової дивізії. Ньюмаркет, Саффолк. 16 травня 1942

У цей час логістичні проблеми становили головний біль для союзників — основні французькі глибоководні порти все ще перебували в руках німців, а лінії постачання союзників розтягнулися аж до пляжів Нормандії. На цей час 21-ша група армій Монтгомері діяла на відстані 480 км від своїх портів — удвічі більша дистанція, ніж планувалося раніше при проведенні логістичних розрахунків — тому XXX корпус отримав наказ командувача наступати на Антверпен для захоплення тамтешніх портових доків і гавані. На початку вересня порт та місто Антверпен були звільнені частинами 11-ї бронетанкової дивізії, але Монтгомері зупинив XXX корпус для опанування каналу Альберта північніше міста, який залишався в руках вермахту. Пауза дозволила німцям перегрупуватися навколо річки Шельди, і до того часу, коли союзники відновили наступ, 1-ша десантна армія генерала Курта Штудента встигла прибути та закріпитися на міцних оборонних позиціях вздовж протилежного боку каналу. Завдання прорвати посилену німецьку лінію, яка простягалася від Антверпена до Північного моря вздовж річки Шельда, покладалося на 1-ша канадську армію генерала Гаррі Крірара, що коштувало їй місячної кривавої битви на Шельді. До середини вересня XXX корпус був знову перенаправлений, цього разу на схід.

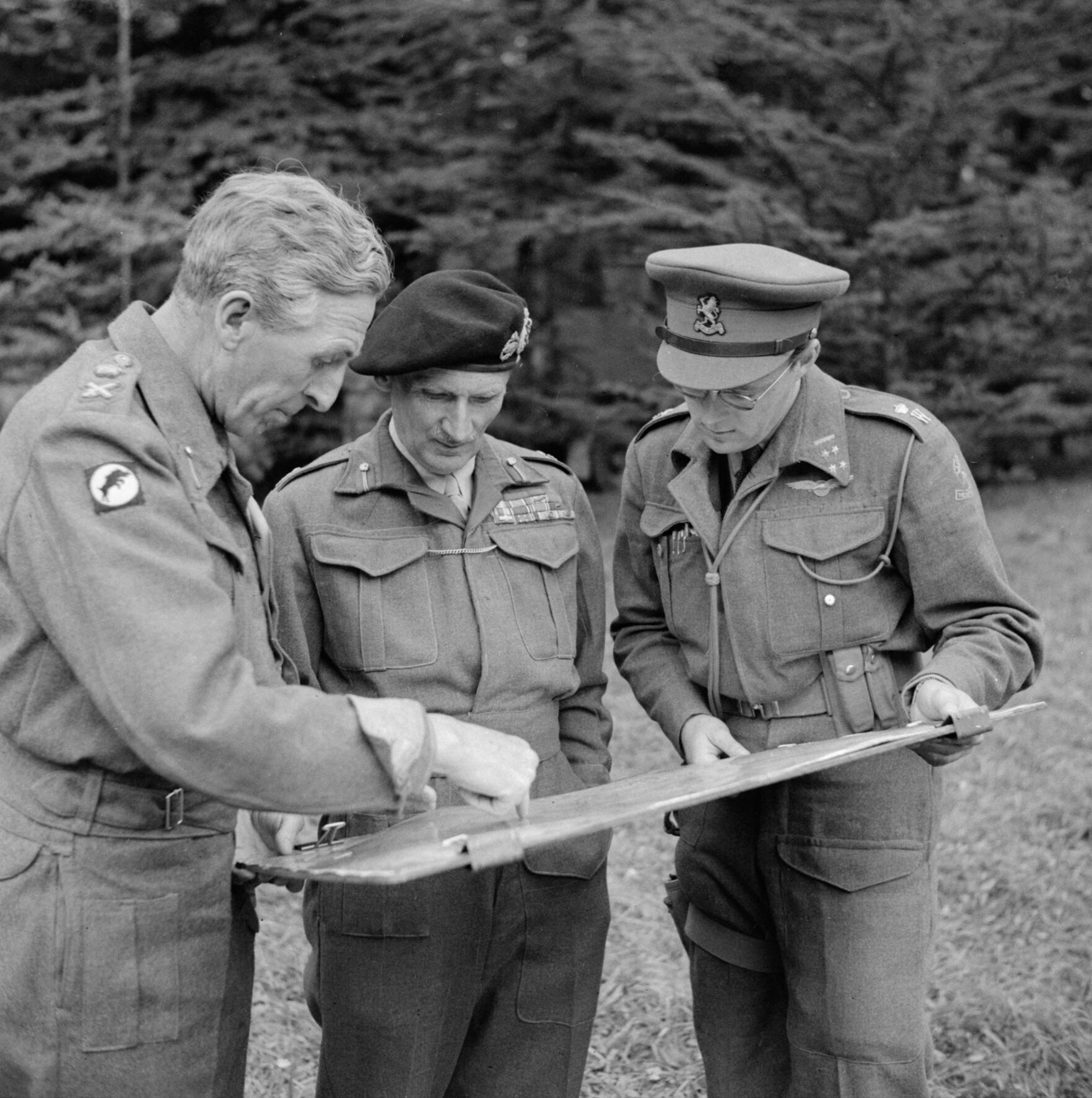
Лейтенант-генерал Браян Хоррокс з фельдмаршалом Монтгомері та принцем Бернардом, командувач усіма нідерландськими військами на Західному фронті. 8 вересня 1944

У вересні фельдмаршал Монтгомері замислив силами 21-ї групи армій здійснити амбіційний ривок через Рейн, намагаючись обійти з північного флангу могутні фортифікаційні споруди «лінії Зігфріда» і прорватися до серця німецького промислового району — операцію «Маркет-Гарден» і таким чином прискорити падіння Третього Рейху. XXX корпус Хоррокса перебував на вістрі удару й мав був здійснити стрімкий прорив на північ вздовж коридору, утримуваного повітрянодесантними військами, щоб зв'язатись з британською 1-ю парашутною дивізією в Арнемі, яка утримувала стратегічно важливі мости протягом чотирьох днів. XXX корпус Хоррокса так і не встигнув прибути, і хоча 1-ша британська парашутна дивізія трималася своїми слабкими силами ще протягом п'яти днів, до 21 вересня майже три чверті дивізії було знищено або захоплено в полон. Однією з причин цього стало те, що розвідка 1-ї повітрянодесантної армії не змогла виявити залишки двох танкових дивізій СС, які після боїв у Нормандії були відправлені в район Арнему для відпочинку та переформування; розвідка вважала, що в Нідерландах зосереджено лише «кілька піхотних формувань та від 50 до 100 танків». Контратаки військ групи армій «В» генерал-фельдмаршала Вальтера Моделя змушували підрозділи Хоррокса постійно переходити до оборони й затримували їхнє просування, змушуючи британців захищати свої фланги. До того ж, місцевість, якою підрозділам Хоррокса доводилося прориватися, була непридатною для проведення маневрених дій — авангард корпусу, Гвардійська бронетанкова дивізія, рушила лише поздовж одної вузької магістралі через рівну або затоплену сільську місцевість. Неймегенський міст, що знаходився всього в 13 км від Арнему, не був захоплений американським 508-м парашутним полком у перший день, як планувалося, і ХХХ корпус повинен був допомогти в його захопленні після прибуття до Неймегена через два дні, що викликало затримку на 36 годин. За провал операції Хоррокса особисто не звинувачували.
Командир американської 82-ї повітрянодесантної дивізії бригадний генерал Джеймс Гевін, який бився під командування Хоррокса в цій операції, згодом написав:

| «...він був справді неординарним генералом, і його якості керівництва перевищували все, що я коли-небудь раніше бачив. [Потім] Проводячи лекції в американській армійській школі, я часто заявляв, що генерал Хоррокс був найкращим командиром та генералом, якого я зустрічав під час війни, і найкращим командиром корпусу» Оригінальний текст (англ.) «He was truly a unique general officer and his qualities of leadership were greater than any I have ever seen. In lecturing at the American service school I stated frequently that General Horrocks was the finest general officer I met during the war, and the finest corps commander» |
На початку 1945 року XXX корпус брав участь в операції «Верітебл», під час якої війська вермахту були вибиті зі своїх оборонних позицій на Рейні. Операція пройшла успішно — до вечора 9 лютого XXX корпус прорвався через «лінію Зігфрида» і увірвався до Німеччини лише з невеликими втратами. 26 квітня був захоплений Бремен. Війна для Хоррокса завершилася після опанування Куксгафена, незабаром нацистська Німеччина капітулювала.

### Післявоєнний час
Після війни Хоррокс продовжував служити у збройних силах, спочатку очолював Західне командування, отримавши підвищення в лейтенант-генерали в 1946 році. Потім він нетривалий строк командував британською Рейнською армією, поки не захворів у серпні 1948 року. У січні 1949 року він звільнився з лав армії за станом здоров'я, пов'язаним в першу чергу з наслідками поранень, які він дістав у Північній Африці.
У 1949 році Браян Хоррокс був призначений герольдмейстером в Палаті лордів Великої Британії — на посада, яку традиційно займають відставні офіцери; в 1952 році молода королева Єлизавета II затвердила це призначення. У 1957 році Хоррокс вивів актрису Вів'єн Лі з Палати лордів після того, як вона зірвала засідання, благаючи зупинити знесення театру святого Якова. У масі інших випадків, оскільки герольдмейстер повинен бути присутнім під час тривалих дебатів на всіх засіданнях Палати, відставний генерал розважався заповненням карток футбольного тоталізатора. З боку процес виглядав цілком пристойно: для присутніх лордів це виглядало так, як ніби Хоррокс робив службові позначки про хід засідань. Посаду герольдмейстера Палати лордів Браян Хоррокс посідав до 1963 року.
4 січня 1985 року у віці 89 років Браян Хоррокс помер. У панахиді, яка відбулася у Вестмінстерському абатстві 26 лютого, взяли участь майор-генерал Пітер Гіллетт і державний секретар оборони Майкл Хезелтайн, які представляли королеву та прем'єр-міністра відповідно. На службі були представлені тридцять полків та багато інших формувань та об'єднань британської армії.